# Écouviez
Écouviez és un municipi francès situat al departament del Mosa i a la regió del Gran Est. L'any 2007 tenia 532 habitants.

## Demografia

### Població
El 2007 la població de fet d'Écouviez era de 532 persones. Hi havia 204 famílies, de les quals 64 eren unipersonals (28 homes vivint sols i 36 dones vivint soles), 44 parelles sense fills, 76 parelles amb fills i 20 famílies monoparentals amb fills.
La població ha evolucionat segons el següent gràfic:
Habitants censats

### Habitatges
El 2007 hi havia 232 habitatges, 217 eren l'habitatge principal de la família, 2 eren segones residències i 13 estaven desocupats. 173 eren cases i 59 eren apartaments. Dels 217 habitatges principals, 160 estaven ocupats pels seus propietaris, 55 estaven llogats i ocupats pels llogaters i 2 estaven cedits a títol gratuït; 2 tenien una cambra, 16 en tenien dues, 39 en tenien tres, 40 en tenien quatre i 120 en tenien cinc o més. 153 habitatges disposaven pel capbaix d'una plaça de pàrquing. A 103 habitatges hi havia un automòbil i a 91 n'hi havia dos o més.

### Piràmide de població
La piràmide de població per edats i sexe el 2009 era:
| Homes | Edats   | Dones |
| ----- | ------- | ----- |
| 0     | 95 o +  | 0     |
| 0     | 90 a 94 | 0     |
| 0     | 85 a 89 | 0     |
| 0     | 80 a 84 | 8     |
| 4     | 75 a 79 | 8     |
| 8     | 70 a 74 | 8     |
| 12    | 65 a 69 | 24    |
| 4     | 60 a 64 | 0     |
| 12    | 55 a 59 | 16    |
| 24    | 50 a 54 | 0     |
| 24    | 45 a 49 | 20    |
| 24    | 40 a 44 | 24    |
| 12    | 35 a 39 | 28    |
| 12    | 30 a 34 | 8     |
| 28    | 25 a 29 | 16    |
| 24    | 20 a 24 | 16    |
| 32    | 15 a 19 | 32    |
| 24    | 10 a 14 | 24    |
| 16    | 5 a 9   | 20    |
| 8     | 0 a 4   | 8     |

## Economia
El 2007 la població en edat de treballar era de 366 persones, 269 eren actives i 97 eren inactives. De les 269 persones actives 251 estaven ocupades (167 homes i 84 dones) i 18 estaven aturades (7 homes i 11 dones). De les 97 persones inactives 19 estaven jubilades, 29 estaven estudiant i 49 estaven classificades com a «altres inactius».

### Ingressos
El 2009 a Écouviez hi havia 203 unitats fiscals que integraven 496,5 persones, la mediana anual d'ingressos fiscals per persona era de 20.485 €.

### Activitats econòmiques
Dels 12 establiments que hi havia el 2007, 1 era d'una empresa alimentària, 1 d'una empresa de fabricació d'altres productes industrials, 1 d'una empresa de construcció, 1 d'una empresa de comerç i reparació d'automòbils, 2 d'empreses de transport, 2 d'empreses d'hostatgeria i restauració, 3 d'empreses de serveis i 1 d'una entitat de l'administració pública.
Dels 4 establiments de servei als particulars que hi havia el 2009, 1 era una oficina de correu, 1 fusteria, 1 veterinari i 1 restaurant.
L'únic establiment comercial que hi havia el 2009 era una fleca.
L'any 2000 a Écouviez hi havia 9 explotacions agrícoles.

## Equipaments sanitaris i escolars
El 2009 hi havia una escola elemental.

## Poblacions més properes
El següent diagrama mostra les poblacions més properes.